# Saint-Igeaux
 Saint-Igeaux  (en bretón Sant-Ijo) es una población y comuna francesa, situada en la región de Bretaña, departamento de Côtes-d'Armor, en el distrito de Guingamp y cantón de Gouarec.

## Demografía
| 356 | 360 | 352 | 234 | 153 | 151 |
| Para los censos de 1962 a 1999 la población legal corresponde a la población sin duplicidades (Fuente: INSEE [Consultar]) |     |     |     |     |     |